# Stenocercus aculeatus
Stenocercus aculeatus är en ödleart som beskrevs av  O’shaughnessy 1879. Stenocercus aculeatus ingår i släktet Stenocercus och familjen Tropiduridae. IUCN kategoriserar arten globalt som livskraftig. Inga underarter finns listade i Catalogue of Life.